# 蘇正平
蘇正平，臺灣新聞工作者，曾任中華民國行政院新聞局局長、中央通訊社社長。

## 生平
蘇正平畢業於國立臺灣大學經濟學系及德國法蘭克福大學國民經濟學研究所，曾任德國經濟辦事處資深專員、東吳大學經濟學系兼任講師；後進入自立報系任職政經研究室主任、自立週報總編輯，曾任台灣日報總主筆、台灣新聞記者協會會長。
2000年10月6日張俊雄出任行政院院長並改組內閣，延攬蘇擔任行政院新聞局局長。2002年蘇改任中央通訊社董事長，至2008年卸任。
蘇於2009年成立新頭殼並擔任董事長，直至2016年新頭殼轉手。
此外，蘇亦擔任新台灣國策智庫顧問，並擔任卓越新聞獎基金會董事長、台灣事實查核中心諮議委員會委員、優質新聞發展協會理事、中央廣播電台董事。